# Brad Ross
Bradley „Brad“ Ross (* 28. Mai 1992 in Edmonton, Alberta) ist ein ehemaliger deutsch-kanadischer Eishockeyspieler, der unter anderem für die Iserlohn Roosters in der Deutschen Eishockey Liga (DEL) sowie für die Heilbronner Falken, Lausitzer Füchse und den VER Selb in der DEL2 aktiv war. 

## Karriere

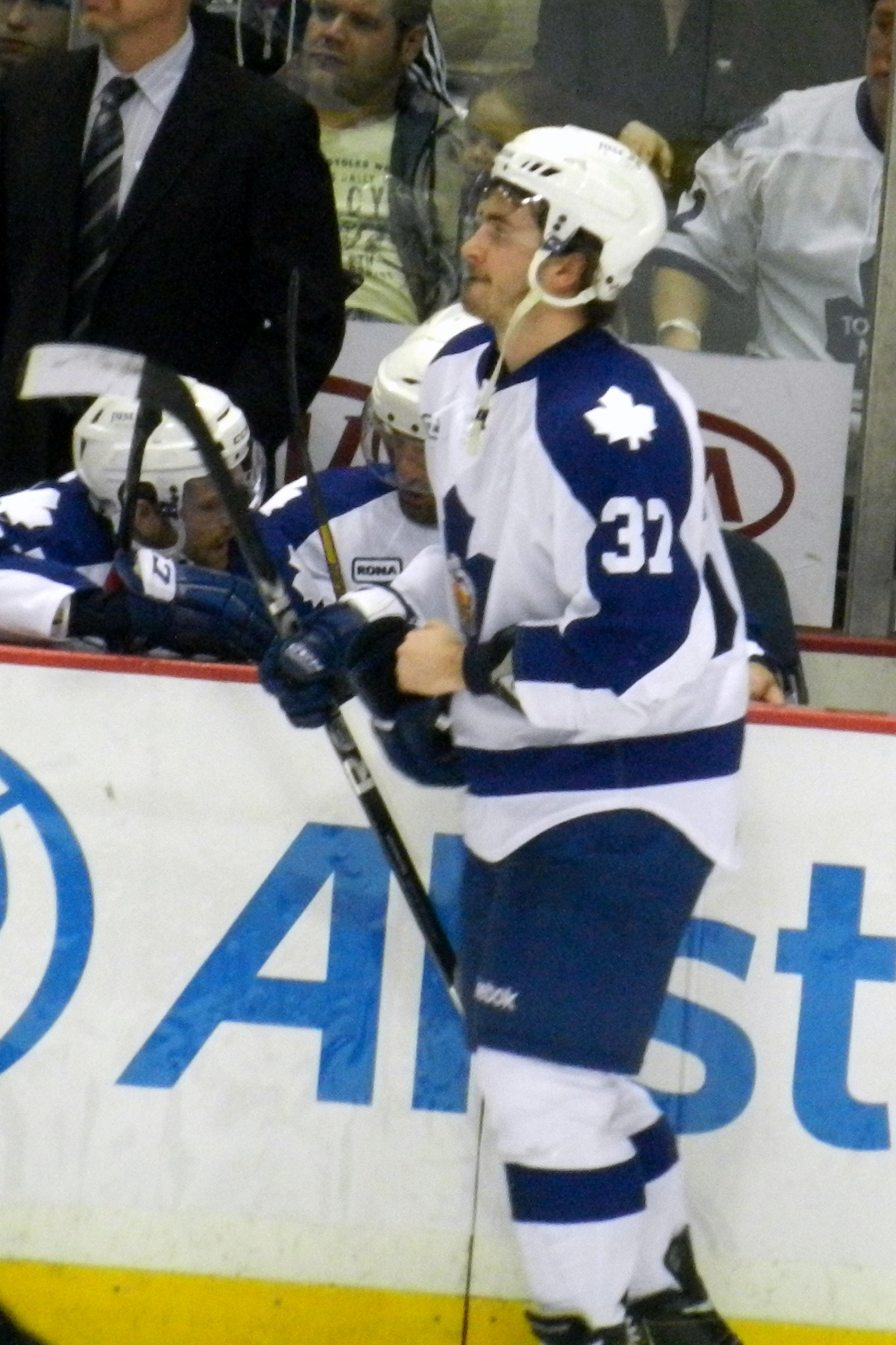
Ross in einem Spiel für die Toronto Marlies

Brad Ross spielte bis 2008 in seiner Heimatstadt Lethbridge für verschiedene Nachwuchsteam, unter anderem in der Alberta Major Bantam Hockey League und der Alberta Midget Hockey League. Im Sommer 2007 wurde er im WHL Bantam Draft in der ersten Runde an fünfter Stelle von den Portland Winterhawks ausgewählt. Sein Debüt in der Western Hockey League gab Ross am Ende der Saison 2007/08, als er drei Spiele bestritt. Anschließend war er in den folgenden vier Jahren fester Bestandteil der Winterhawks. In der Saison 2009/10 erhielt Ross mit 203 Strafminuten die meisten der gesamten Liga. In seinen letzten beiden Spielzeiten war Ross Assistenzkapitän seiner Mannschaft und erreichte 2011 und 2012 die Finalserie um den Ed Chynoweth Cup. Dort unterlag er jedoch mit den Winterhawks den Kootenay Ice und den Edmonton Oil Kings. Beim NHL Entry Draft 2010 wurde Ross in der zweiten Runde an 43. Stelle von den Toronto Maple Leafs ausgewählt.
Im März 2012 unterschrieb Ross einen Entry Level Contract über drei Jahre bei den Maple Leafs. In den folgenden drei Jahren spielte er hauptsächlich in der American Hockey League für die Toronto Marlies. Dort ging seine Punkteausbeute, im Vergleich zu seiner Juniorenzeit, stark zurück, da er hauptsächlich in der dritten und vierten Reihe eingesetzt wurde. Ross absolvierte zusätzlich auch 26 Spiele in der ECHL für die Idaho Steelheads und Orlando Solar Bears, in denen er sieben Tore und zehn Assists verbuchen konnte. Im Januar 2015 wurde bei einer Blutprobe eine verbotene Substanz festgestellt und Ross für 20 Spiele gesperrt. Er hatte ein Medikament nicht ausreichend auf seine Inhaltsstoffe kontrolliert und entschuldigte sich öffentlich.
Ross wechselte im Mai 2015 zu den Iserlohn Roosters in die Deutsche Eishockey Liga. Er unterschrieb einen Jahresvertrag mit Option. Einen Monat später gaben die Maple Leafs seine NHL-Rechte samt einem Viertrunden-Wahlrecht für den NHL Entry Draft 2015 an die Edmonton Oilers ab, die ihrerseits Martin Marinčin nach Toronto schickten. Bis 2017 war er in der DEL für die Iserlohn Roosters im Einsatz. Nach zwei Jahren wechselte er zu den Heilbronner Falken in die DEL2. Nach der Saison 2018/19 ging er zurück in die ECHL und spielte bei den Fort Wayne Komets. Zum Jahreswechsel 2019/20 gaben die Lausitzer Füchse aus der DEL2 seine Verpflichtung bekannt. Nach Saisonende wurde sein Vertrag um ein Jahr verlängert und in der Spielzeit 2020/21 führte er die Füchse als Mannschaftskapitän an. Anschließend wechselte er innerhalb der Liga zum VER Selb, wo er die Erwartungen nicht erfüllen konnte, sodass sein Vertrag nach 24 Partien aufgelöst wurde. Ross schloss sich den Hannover Scorpions aus der Oberliga an, wo er seine Karriere im Frühjahr 2022 beendete.

## Erfolge und Auszeichnungen
- 2010 Teilnahme am CHL Top Prospects Game

## Karrierestatistik

### International
Vertrat Kanada bei:
- World U-17 Hockey Challenge 2009
- Ivan Hlinka Memorial Tournament 2009

(Legende zur Spielerstatistik: Sp oder GP = absolvierte Spiele; T oder G = erzielte Tore; V oder A = erzielte Assists; Pkt oder Pts = erzielte Scorerpunkte; SM oder PIM = erhaltene Strafminuten; +/− = Plus/Minus-Bilanz; PP = erzielte Überzahltore; SH = erzielte Unterzahltore; GW = erzielte Siegtore; 1 Play-downs/Relegation; Kursiv: Statistik nicht vollständig)

## Familie
Sein älterer Bruder Nick Ross ist ebenfalls professioneller Eishockeyspieler und spielt als Verteidiger. Teile seiner Familie stammen aus Dortmund.